# Lorenzo Fernández
Lorenzo Fernández (Redondela, 20 maggio 1900 – Montevideo, 16 novembre 1973) è stato un calciatore uruguaiano, di ruolo centrocampista. Campione olimpico nel 1928 e campione del Mondo nel 1930 con la nazionale uruguayana.

## Carriera
Soprannominato el Gallego, militò in carriera nei club Capurro, Montevideo Wanderers, Nacional, Peñarol e River Plate di Montevideo.
In nazionale ha collezionato 31 presenze, marcando 4 goal e vincendo il Campeonato Sudamericano de Football nel 1926 e nel 1935, l'oro olimpico ad Amsterdam nel 1928 e i mondiali del 1930.

## Palmarès

### Club
- Campionato uruguaiano: 4

Peñarol: 1928, 1929, 1932, 1935
- Campionato Uruguaiano FUF: 1

Montevideo Wanderers: 1923

### Nazionale
- Oro olimpico: 1

Amsterdam 1928
- Campionato mondiale: 1

Uruguay 1930
- Coppa America: 2

1926, 1935
- Copa Lipton: 2

1927, 1929
- Copa Newton: 2

1929, 1930